# Centenario del Club Universitario de Deportes
El Centenario del Club Universitario de Deportes agrupa los eventos organizados en 2024 para conmemorar el centésimo aniversario de la fundación institucional de esta entidad deportiva, considerada como uno de los clubes de fútbol más populares del Perú. Las celebraciones incluyeron una serie de eventos, publicaciones y conversatorios, destacando la «Noche Eterna» en el Estadio Monumental. Este evento central fue un marco solemne que rindió homenaje a las personalidades históricas del club y culminó con un show musical.El centenario crema supuso también el lanzamiento de ediciones especiales de diversos productos, tales como indumentaria deportiva, medallas, sellos postales, entre otros.
En el ámbito deportivo, Universitario recibió el año de su centenario siendo el campeón vigente de la Liga 1, revalidando su condición al ganar los torneos Apertura 2024 y Clausura 2024, con lo cual obtuvo el título de la Liga 1 2024 y con ello el bicampeonato nacional. Además, durante la temporada derrotó a su clásico rival Alianza Lima en los dos superclásicos del año, con marcadores de 0:1 y 2:1.

## Reseña
El Club Universitario de Deportes conocido popularmente como «Universitario» o la «U», es una institución deportiva ubicada en la ciudad de Lima, Perú, cuya actividad principal es el fútbol profesional; además de fútbol femenino, vóley, básquet, fútbol sala y otros deportes. Fue fundado el 7 de agosto de 1924, con el nombre de «Federación Universitaria de Fútbol», por un grupo de jóvenes estudiantes de la Universidad Nacional Mayor de San Marcos.
Actualmente participa en la Primera División del Perú, donde ha militado desde la tercera edición organizada en 1928 por la Federación Peruana de Fútbol, convirtiéndose así en el equipo más antiguo que ha permanecido de manera ininterrumpida en la máxima categoría del fútbol peruano. Hasta la fecha, es el equipo que ha obtenido más campeonatos nacionales, con un total de veintiocho títulos de liga y una copa nacional.
Mario Vargas Llosa, premio Nobel de Literatura e hincha de Universitario, declaró en un homenaje recibido en 2011:

«Universitario es un nombre al que se han unido peruanos de todas las regiones, de todos los sectores, de todas las etnias y tradiciones y creencias, por que la ‘U’ es una de las expresiones más fraternas que tiene el Perú.»

El 7 de agosto de 2024, día del centenario de Universitario, diversos medios de comunicación brindaron espacios periodísticos para referirse a la conmemoración del aniversario crema. Así, el diario oficial El Peruano preparó una nota en la cual precisó que «como San Marcos, donde se fundó hace 100 años, la “U” es un Perú chiquito. La “U” es a no dudarlo el verdadero equipo del pueblo». Por su parte, el El Comercio señaló en una publicación que «desde el 7 de agosto de 1924, Perú solo se escribe con la 'U' de Universitario de Deportes. Un club nacido en las aulas universitarias del país, principalmente en San Marcos, y concebido como un acto de rebeldía contra lo que los maestros no querían de sus alumnos en la época». Asimismo, el portal deportivo ESPN señaló que Universitario «se ha constituido como uno de los clubes más tradicionales del país a base de historia, gestas y títulos».

## Evento central

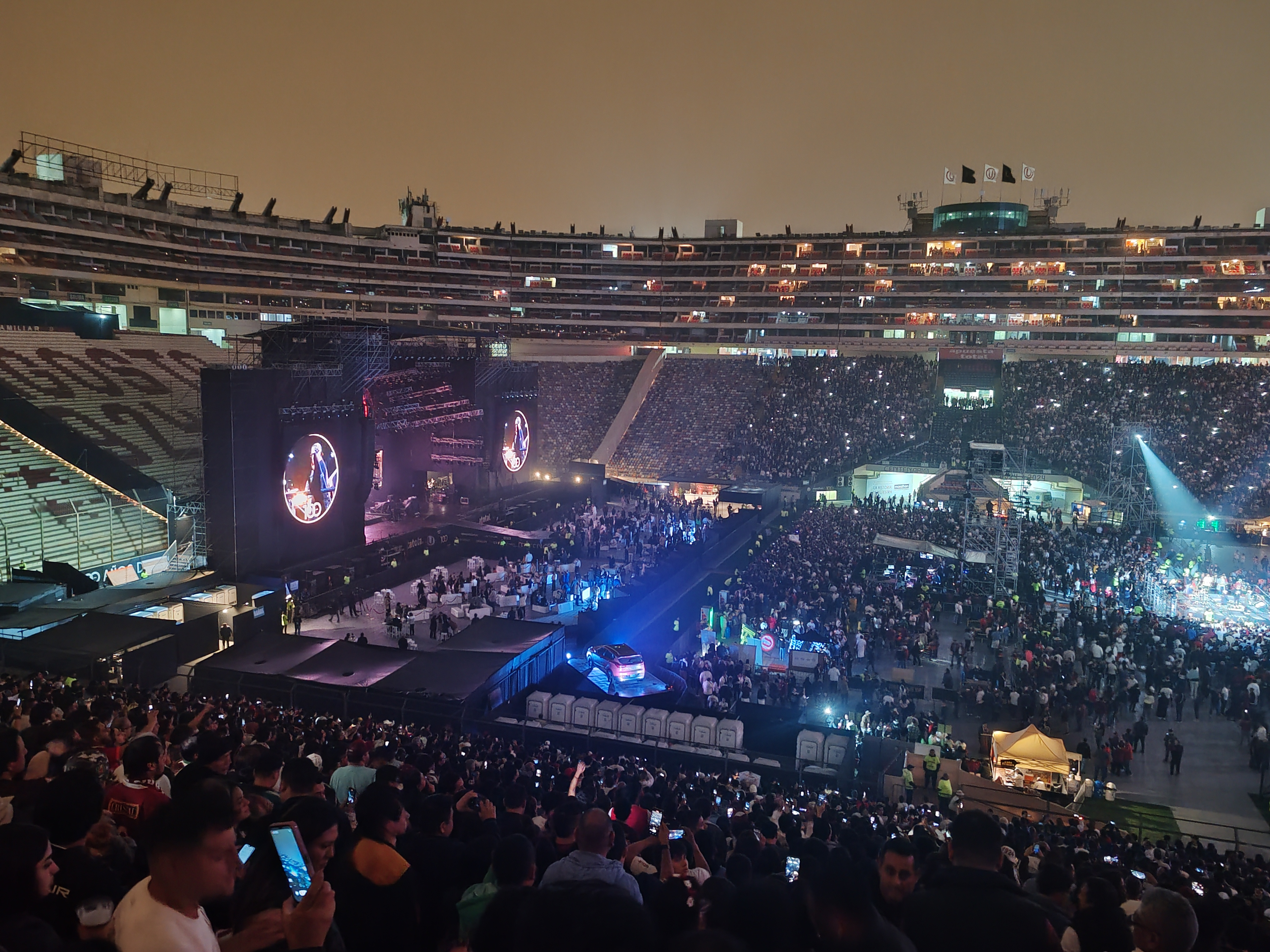
Celebración por el centenario en el Estadio Monumental.

Como actividad central, Universitario organizó un evento denominado «Noche Eterna», el cual se llevó a cabo desde la noche del 6 de agosto hasta la madrugada del 7 de agosto de 2024 con la finalidad de recibir el centenario en el Estadio Monumental, el cual contó con la presencia de deportistas de las diferentes disciplinas en las que participa el club, los planteles de los equipos principales de fútbol de varones y de mujeres, exjugadores, exdirigentes y público en general que superó los cincuenta mil asistentes.
El evento comprendió diversos actos protocolares por parte de la administración del club, el homenaje a exjugadores y personajes vinculados a la historia de Universitario, como el exfubtolista Héctor Chumpitaz y el expresidente de la institución Jorge Nicolini, así como la difusión a través de la pantalla del escenario principal del saludo protocolar al club por parte del presidente de la FIFA Gianni Infantino: 

«Los felicito a todos por el Centenario del Club Universitario de Deportes; una gran institución peruana y sudamericana: ¡en hora buena!. La ‘U’ también es el equipo más exitoso en la historia de la competencia con 27 títulos y fue el primer equipo peruano en llegar a la final de la Copa Libertadores en 1972 [...] Les envío mis mejores deseos y espero que tengan un gran celebración en su noche eterna, le deseo al icónico club y a sus maravillosos y apasionados seguidores, muchos más éxito en el fútbol».
Gianni Infantino - Presidente de la FIFA.

El evento, que fue transmitido en vivo por el canal Golperu, estuvo acompañado por presentaciones musicales de reconocidos artistas nacionales e internacionales, como Gian Marco, Los Auténticos Decadentes, Los Rabanes, Bacanos, Anna Carina, Marisol, grupos de la «U», entre otros. Cerca de la medianoche, el cantante Gian Marco junto al administrador del club Jean Ferrari realizaron un conteo regresivo a cuyo término se desplegó un show de fuegos artificiales alrededor del Estadio Monumental, mientras en paralelo el músico entonó la canción «Por siempre Universitario» acompañado por el público presente.

## Actividades y productos conmemorativos

### Reloj Tissot edición especial por el centenario

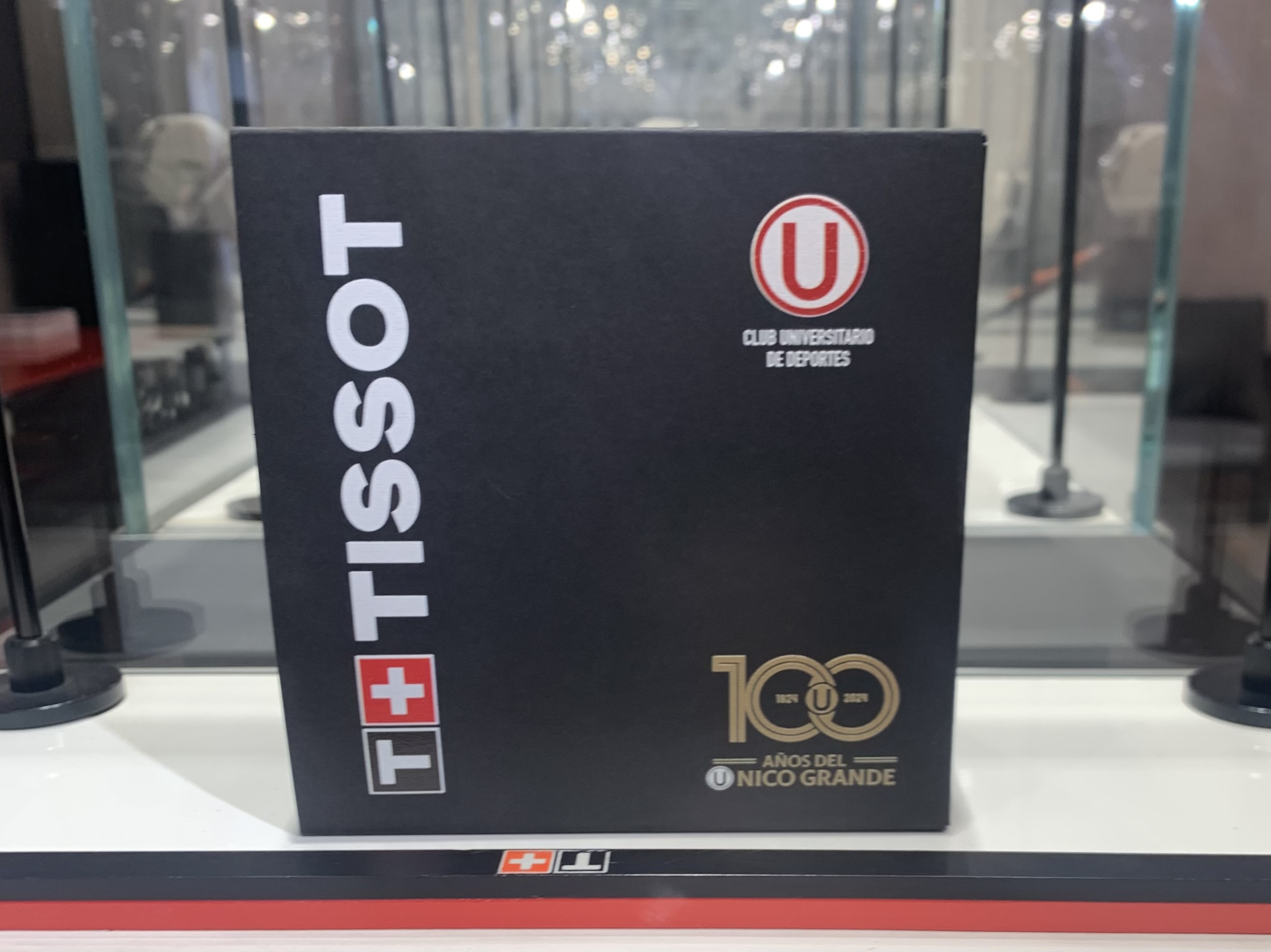
Tissot SuperSport Gent, edición especial por el centenario «crema».

En abril de 2024, la marca suiza Tissot lanzó una edición especial de la serie Tissot SuperSport Gent para conmemorar el centenario de Universitario. Este reloj de 44 mm está fabricado en acero inoxidable 316L, con bisel de aluminio, movimiento de cuarzo suizo y cristal de zafiro de alta resistencia. La edición presenta un grabado en el fondo de la caja con la leyenda «100 años del Único Grande - 1 de 1924», indicando que se produjeron solo 1924 unidades en referencia al año de fundación del club, lo que lo convierte en una pieza única y de colección.

### Conversatorio en la Universidad de Lima
El 15 de mayo de 2024 la Universidad de Lima organizó el conversatorio «Cien años del Club Universitario de Deportes». En esta actividad participaron el extécnico de la selección peruana de fútbol, Juan Carlos Oblitas, y exjugadores del club, quienes analizaron diversos eventos históricos del club, compartiendo anécdotas y opiniones sobre los primeros cien años del equipo crema, destacando su tradicional «garra». También recordaron a Teodoro «Lolo» Fernández, ídolo de Universitario, calificándolo como un símbolo del fútbol peruano.

### Universitario en la Feria Internacional del Libro de Lima

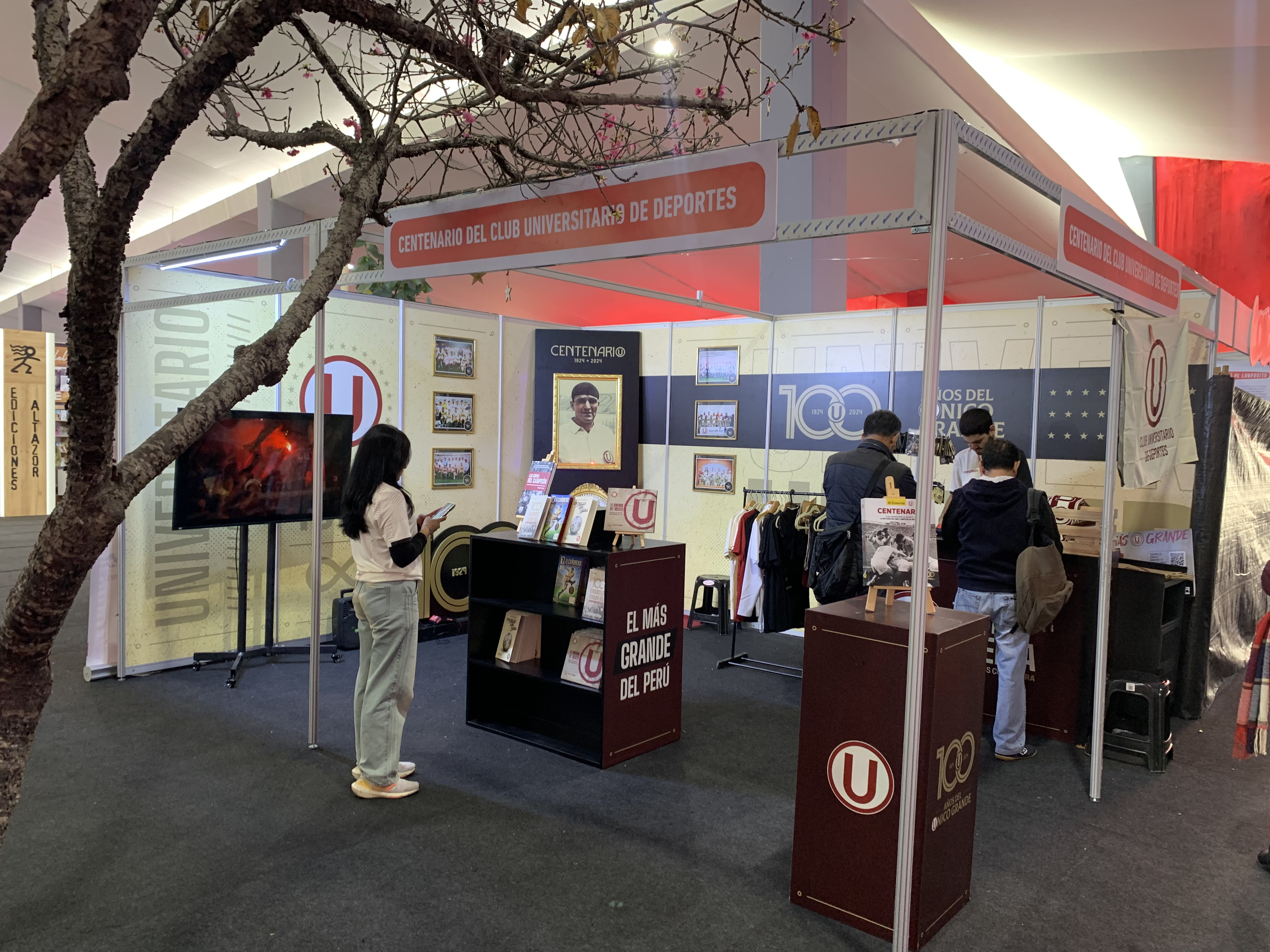
Stand de Universitario de Deportes en la FIL 2024.

En el marco de su centenario y con el objetivo de promover la literatura sobre su historia y logros, el Club Universitario de Deportes participó en la 28.ª Feria Internacional del Libro de Lima, convirtiéndose en el primer club de fútbol peruano en tener un stand propio en el evento.
El espacio ofreció al público una variedad de publicaciones sobre el club, incluyendo el libro oficial «Centenario, la historia del más campeón en imágenes», publicado en colaboración con la Editora El Comercio, el libro fotográfico «De crema me vestí», que presenta una colección histórica de camisetas del club, y «100 años, 27 títulos, 11 historias» de Pedro Ortiz Bisso, entre otros. Además de los libros, los asistentes pudieron adquirir productos exclusivos y conocer a la mascota del club.
De acuerdo a un reporte del diario El Comercio, la presencia de Universitario en la FIL fue todo un éxito, pues la masiva concurrencia del público hizo que su stand fuera uno de los más visitados, indicándose además que su participación contribuyó a que, con respecto al año anterior, hubiera un incremento de cien mil asistentes al evento.

### Publicación del libro oficial por el centenario
De la mano con el Diario El Comercio, el club lanzó el libro oficial por el Centenario denominado «Centenario, la historia del más campeón en imágenes», editado por Pedro Ortiz Bisso, y con la investigación de Miguel Villegas y Jasson Curi Chang, periodistas de Deporte Total, además de los testimonios del proceso de elaboración y cuidados de la enciclopedia, firmado por Jean Ferrari, administrador del club y Juan Aurelio Arévalo, Director Periodístico de El Comercio. 

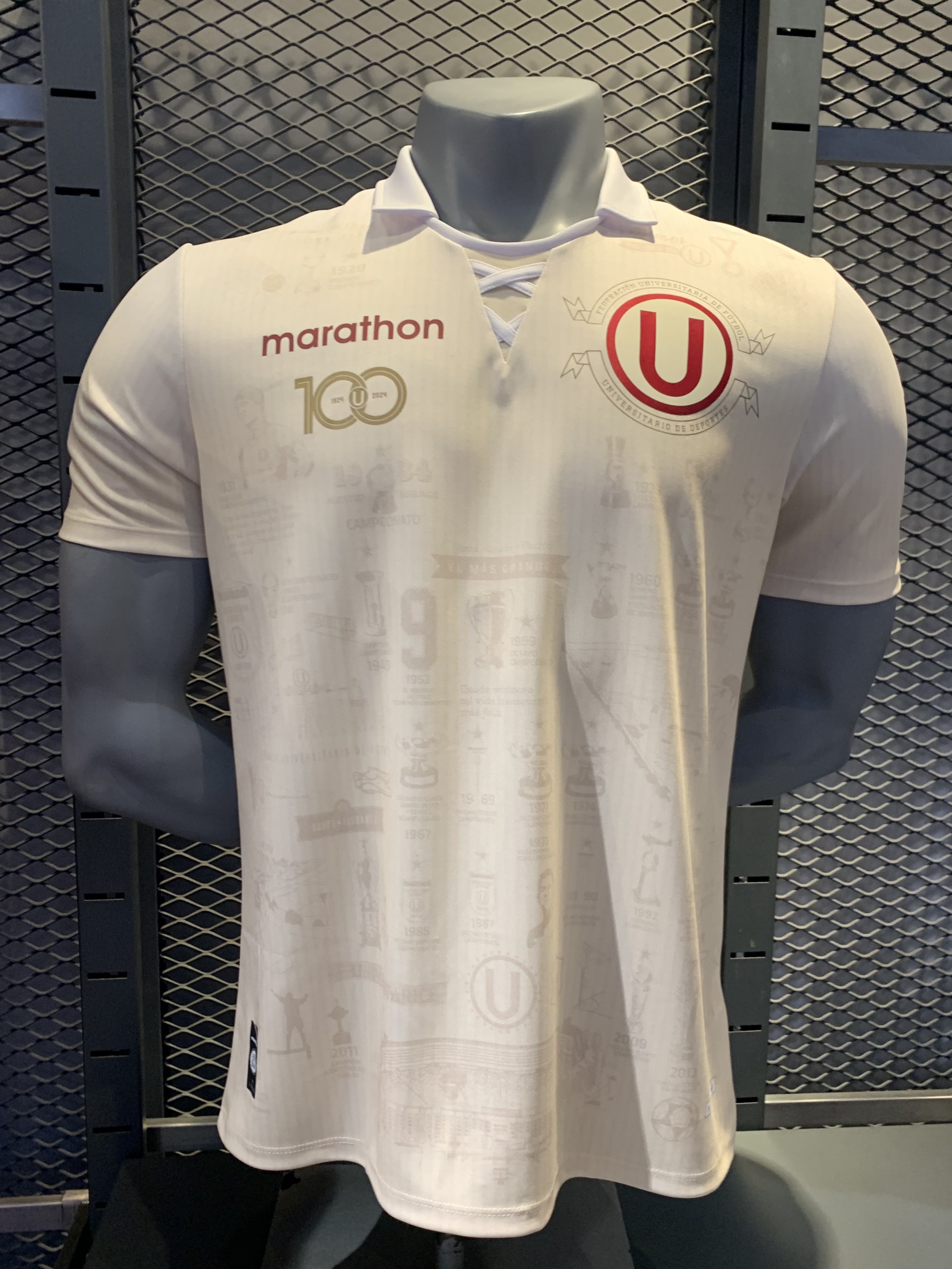
Edición conmemorativa de la camiseta de Universitario de Deportes.

La publicación en tapa dura ofrece un repaso por la historia del club con más de 250 fotos inéditas del Archivo Histórico El Comercio, en homenaje a los cien años de vida institucional del club crema. Además de las imágenes, se muestran reseñas de los hechos más relevantes de la institución.

### Camiseta conmemorativa
Como otro elemento conmemorativo, Universitario presentó la edición especial de su camiseta por el centenario del club, en una ceremonia especial protagonizada por los jugadores Williams Riveros y Diego Romero. La camiseta, confeccionada por medio de la compañía de indumentaria deportiva Marathon, incluyó detalles significativos a la historia de la institución. Entre estos destacan el número 9 de Lolo Fernández, las 27 copas ganadas a lo largo de su historia, y las imágenes de exfutbolistas como José Luis Carranza y de Óscar Ibáñez celebrando un título en Matute. Asimismo, sobre el escudo del club, aparece la leyenda «Federación Universitaria de Fútbol» como recordatorio del nombre inicial con el que fue fundada la institución en 1924.

### Otros productos y lanzamientos
El Banco Central de Reserva del Perú realizó una emisión de 1924 unidades de una medalla alusiva al centenario de Universitario, elaborada en plata de ley 0.925, con un diámetro de 37 mm y un peso aproximado de 33.625 gramos. Asimismo, la empresa estatal de correos SERPOST lanzó una estampilla postal conmemorativa, la cual muestra en su diseño el logotipo del centenario, el emblema del club y la inscripción «Del balompié peruano la máxima expresión».
De otro lado, la conocida destilería peruana La Caravedo, lanzó una edición limitada de su producto pisco acholado en conmemoración del centenario de Universitario, apreciándose en las botellas (de 750 ml) el emblema del club y la indicación «100 años del Único Grande». Igualmente, la empresa peruana de whisky Don Michael, lanzó una edición limitada de sólo 1924 unidades de su producto Black Whiskey con motivos alusivos al centenario crema.

### DocumentalEsta es la «U»
El 12 de noviembre de 2024 se estrenó en diversas salas de cine del Perú la película documental Esta es la «U», trabajo que rinde homenaje a los cien años de historia de Universitario de Deportes, uno de los clubes más queridos y representativos del fútbol peruano. El material, realizado bajo la dirección de Daniel Farfán, acompaña al primer equipo de Universitario de Deportes en su campaña por lograr el bicampeonato en el año de su centenario, mientras revive los mejores momentos de su historia a través de imágenes nunca antes vistas, así como el testimonio de exjugadores, directores técnicos, periodistas e hinchas.